# Tour de Croatie
Le Tour de Croatie, officiellement CRO Race depuis 2019, est une course cycliste par étapes disputée en Croatie, créée en 1994.
De la date sa création jusqu'en 1999, il s'agit d'une compétition pour les amateurs. En 2000, la course devient une épreuve professionnelle en catégorie 2.5 et est également organisée en 2001. De 2002 à 2006, la course n'a pas lieu, à l'exception d'un Tour de Croatie juniors en 2003, disputé sur quatre étapes et remporté par Grega Bole devant Simon Špilak.
Après une interruption, la course réapparaît temporairement en 2007 et intègre l'UCI Europe Tour en catégorie 2.2 pour une unique édition. Après une nouvelle absence de huit ans, elle est de nouveau disputée en 2015 en catégorie 2.1. La course a lieu fin avril et sert de préparation pour le Tour d'Italie. L'événement est organisé par Vladimir Miholjević, un ancien coureur cycliste professionnel. Elle monte en 2018 en catégorie 2.HC (catégorie maximale pour les circuits continentaux).
En 2019, en raison de désaccords sur l'organisation de la course entre Vladimir Miholjevic et Ivan Crnjaric, l'épreuve retourne en catégorie 2.1, change de nom (CRO Race) et de date (mois d'octobre). L'édition 2020 est annulée en raison de la pandémie de Covid-19.

## Palmarès
| Année     | Vainqueur                                   | Deuxième                                    | Troisième                                   |
| --------- | ------------------------------------------- | ------------------------------------------- | ------------------------------------------- |
| 1994      | Veceslav Orel                               | ?                                           | ?                                           |
| 1995      | Iztok Melanšek                              | ?                                           | ?                                           |
| 1996      | Sandi Papež                                 | ?                                           | ?                                           |
| 1997      | Andrey Mizourov                             | ?                                           | ?                                           |
| 1998      | Vladimir Miholjević                         | ?                                           | ?                                           |
| 1999      | Gregor Tekavec                              | ?                                           | ?                                           |
| 2000      | Martin Derganc                              | Igor Kranjec                                | Vladimir Miholjević                         |
| 2001      | Simone Mori                                 | Michael Rasmussen                           | Hrvoje Miholjević                           |
| 2002-2006 | Pas de course                               | Pas de course                               | Pas de course                               |
| 2007      | Radoslav Rogina                             | Matej Stare                                 | Mitja Mahorič                               |
| 2008-2014 | Pas de course                               | Pas de course                               | Pas de course                               |
| 2015      | Maciej Paterski                             | Primož Roglič                               | Sylwester Szmyd                             |
| 2016      | Matija Kvasina                              | Jesper Hansen                               | Víctor de la Parte                          |
| 2017      | Vincenzo Nibali                             | Non-attribué                                | Jan Hirt                                    |
| 2018      | Kanstantsin Siutsou                         | Pieter Weening                              | Yevgeniy Gidich                             |
| 2019      | Adam Yates                                  | Davide Villella                             | Víctor de la Parte                          |
| 2020      | Annulé en raison de la Pandémie de Covid-19 | Annulé en raison de la Pandémie de Covid-19 | Annulé en raison de la Pandémie de Covid-19 |
| 2021      | Stephen Williams                            | Markus Hoelgaard                            | Mick van Dijke                              |
| 2022      | Matej Mohorič                               | Jonas Vingegaard                            | Oscar Onley                                 |
| 2023      | Orluis Aular                                | Alexander Kristoff                          | Ethan Hayter                                |
| 2024      | Brandon McNulty                             | Tobias Lund Andresen                        | Fred Wright                                 |